# Carl Hester
Carl Rupert Hester, MBE (* 9. Juni 1967 in Barnet, London) ist ein britischer Dressurreiter. Er ist sechsfacher britischer Meister und mehrfacher Medaillengewinner bei internationalen Championaten.

## Werdegang
Carl Hester wurde als Sohn aus einer Jugendbeziehung des britischen Theater- und Filmproduzenten Anthony Smee geboren. Sein Vater hielt jedoch keinen Kontakt, und Hester wurde fast zur Adoption freigegeben. Hester wuchs dann aber bei seiner Großmutter auf der Kanalinsel Sark auf. Auf dieser weitgehend kraftfahrzeugfreien Insel, auf der Pferdewagen noch heute von Bedeutung sind, erlernte er das Reiten zunächst auf einem Esel. Später, als er die passende Körpergröße erreichte, ritt er auf den Zugpferden der Pferdewagen.
Mit 10 Jahren verließ Carl Hester Sark und ging bis zum Alter von 16 Jahren auf ein Internat. Nach seiner Internatszeit war er beim Fortune Centre of Riding Therapy in Bransgore, Dorset, tätig. Hier machte er sein British Horse Society Assistant Instructors exam. In dieser Zeit, mit 18 Jahren, wurde er erstmals britischer Dressur-Meister der Jungen Reiter. Mit demselben Pferd war er zeitgleich auch Teil des britischen Junge Reiter-Kader im (im Vereinigten Königreich weit populäreren) Vielseitigkeitsreiten.
Nach zweieinhalb Jahren in Dorset kehrte er kurzzeitig nach Sark zurück, zog dann aber auf die britische Hauptinsel und war im Stall von Janni and Christopher Taylor in Bourton-on-the-Hill, Gloucestershire, als „working pupil“ tätig. Aufgrund einer Verletzung konnte er mit dem ihm zur Verfügung gestellten Pferd Slightly Trendy nicht an den Dressur-Europameisterschaften der Jungen Reiter 1988 teilnehmen. Im Folgejahr bekam er die Möglichkeit, im Stall des Dressurreiters Wilfried Otto Bechtolsheimer (Vater von Laura Bechtolsheimer) zu arbeiten.

„“I thought I had died and gone to heaven. I went from earning £10 per week as a working pupil to having a wage, car, house, lessons, horses – it blew my mind. At the time, they were pioneering with their stable management and schooling. I just wanted to soak it all up.” (Ich dachte, ich sei gestorben und sei im Himmel. Statt 10 Pfund pro Woche als „working pupil“ hatte ich nun Lohn, Auto, Haus, Unterricht, Pferde - es hat mich sehr beeindruckt. In dieser Zeit waren sie mit ihren Stallmanagement und ihrer Ausbildung wegweisend. Ich wollte einfach alles aufsaugen.)“

Während seiner Zeit im Stall Bechtolsheimer bestritt er mit Rubelit seine erste Weltmeisterschaft (Weltreiterspiele 1990) und mit Giorgione 1992 seine ersten Olympischen Spiele. Zudem wurde er mit Giorgione 1991 und 1992 britischer Meister. Nach dreieinhalb Jahren entschied er sich, sich zusammen mit Kate Carter mit einem Stall selbstständig zu machen. Seit 2004 betreibt Carl Hester einen Turnier- und Ausbildungsstall in der Nähe von Gloucester.
Seinen bisherigen Karrierehöhepunkt erreichte er im Jahr 2011. Sowohl er mit seinem Pferd Uthopia als auch seine Schülerin Charlotte Dujardin mit Valegro stießen in die Weltspitze des Dressurreitsports vor. Bei den Europameisterschaften in Rotterdam dominierte die britische Mannschaft, Hester gewann mit Uthopia beide Einzelsilbermedaillen. Im Januar 2012 stieg er mit Uthopia auf Rang zwei der Weltrangliste auf.
Wegen der Erfolge von 2011 erwarb Paul Schockemöhle den Hengst Metall, den Vater von Uthopia. Zudem versuchte die schwedische Dressurreiterin Minna Telde mithilfe ihres Freundes, Uthopia für einen Millionenbetrag zum Jahresende 2011 zu erwerben. Hester, der bisher nur Anteile an Uthopia besaß, konnte jedoch mit Unterstützung diesen Verkauf im Hinblick auf die Olympischen Spiele verhindern.
Bei den Olympischen Sommerspielen 2012 gewannen Hester und Uthopia als Teil der britischen Mannschaften die Mannschaftsgoldmedaille. In der Einzelwertung kam Carl Hester mit Uthopia auf Rang fünf. In den nächsten vier Jahren war Hester jeweils Teil britischen Equipe, die jeweils eine die Mannschaftsmedaille gewann, ab 2014 mit Nip Tuck. 2017 verpasste Carl Hester bei den Europameisterschaften eine Medaille, mit dem vierten Rang in der Kür errang er jedoch sein bestes Einzelergebnis seit 2011. Zu Beginn des Jahres hatte Hester bei seinem zweiten Weltcupfinale überhaupt den dritten Rang belegt. Bei den Weltreiterspielen 2018 brachte Hester mit dem zehnjährigen Delicato ein neues Pferd an den Start. Mit über 77 Prozent im Mannschaftswettbewerb leistete er seinen Teil zum britischen Bronzemedaillengewinn.
Bei den Europameisterschaften 2019 war Hester bester britischer Reiter in der Mannschaftswertung, Großbritannien verpasste knapp eine Medaille. Im selben Jahr war er zum 10. Mal britischer Meister geworden. Charlotte Dujardin stellt Carl Hester seit dem Jahr 2020 den Wallach En Vogue zur Verfügung, den sie zuvor in ersten schweren Dressurprüfungen geritten hatte. Mit diesem Pferd gelang Hester bei den britischen Meisterschaften im Dezember 2020 ein persönlicher Rekord, erstmals erreichte er in einer Grand-Prix-Prüfung über 86 Prozent (86,480 % in der Grand Prix Kür). Mit En Vogue war Carl Hester Teil des britischen Aufgebots bei den Olympischen Sommerspielen in Tokio und den Europameisterschaften 2021 in Hagen. Bei beiden Championaten gewann die britische Mannschaft eine Medaille.
Bei den Olympischen Spielen 2024 in Paris gewann er mit seinem Pferd Fame im Dressur-Team die Bronzemedaille. Im Einzel wurde er sechster.

## Pferde
aktuelle Turnierpferde

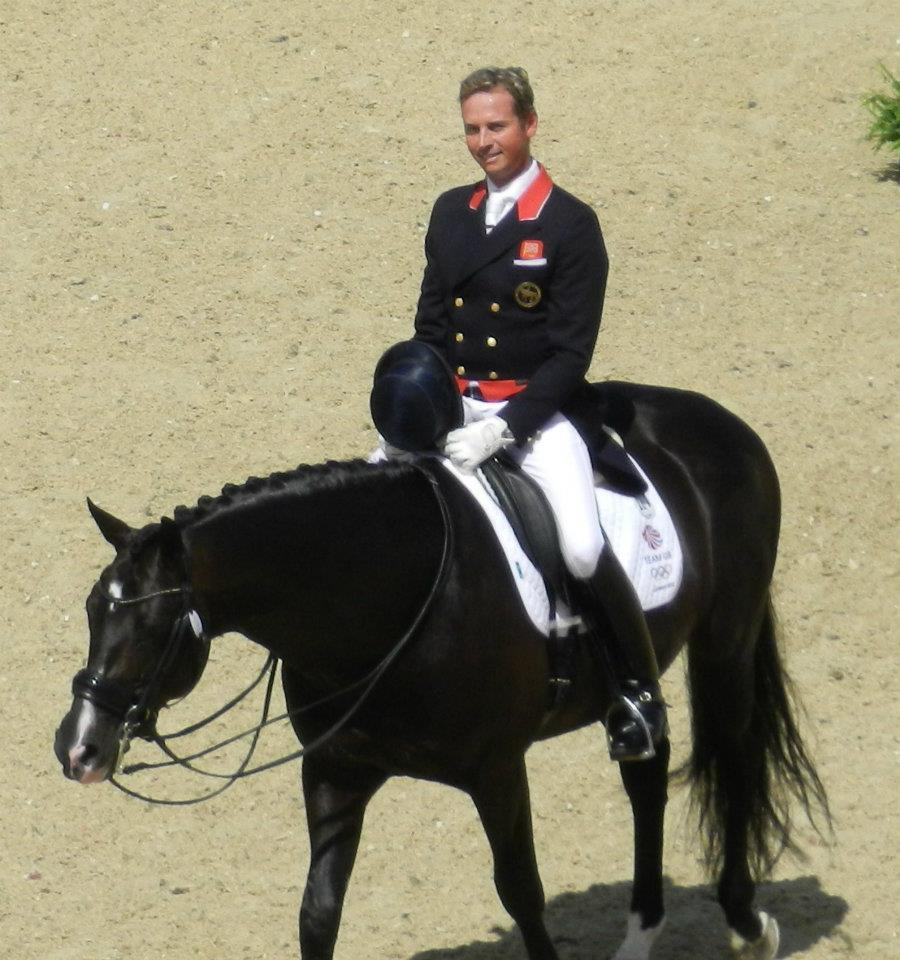
Carl Hester und Uthopia, Olympische Sommerspiele 2012

- Nip Tuck (* 2004, ursprünglicher Name: Zandero), brauner KWPN-Wallach, Vater: Don Ruto[12]
- En Vogue (* 2009), brauner KWPN-Wallach, Vater: Jazz, Muttervater: Contango[13][10]

ehemalige
- Dances with Wolves (* 2002), Oldenburger Dunkelfuchs-Wallach, Vater: Donnerschwee, Muttervater: Walldorf[14]
- Fine Time (* 2001), Westfälischer Fuchshengst, Vater: Florestan I, Muttervater: Weinberg[15]
- Uthopia (* 2001), brauner KWPN-Hengst, Vater: Metall, Muttervater: Inspekteur; ab 2013 zeitweilig von Charlotte Dujardin geritten[16]
- Liebling II (1997–2018), brauner Holsteiner Wallach, Vater: Lorentin I, Muttervater: Königspark xx, bis 2008 von Anna Ross-Davies geritten, ab Ende 2011 von Yvonne Losos de Muñiz geritten, ab Dezember 2012 von Jonna Schelstraete geritten, Anfang 2014 aus dem Sport verabschiedet[17][18][19][20][21]
- Escapado (1993–2019), brauner Oldenburger Wallach, Vater: Exlibris, Muttervater: Ikarus, später von Hans Peter Minderhoud geritten, im Mai 2011 aus dem Sport verabschiedet[22][23][24]
- Argentille Gullit (* 1988), brauner KWPN-Hengst, Vater: Ulft, Muttervater: Apple King xx[25]
- Giorgione (* 1981; † Dezember 2011), fuchsfarbener Oldenburger Hengst, Vater: Grundstein I, Muttervater: Perser xx, ab 1995 von Wilfried Otto Bechtolsheimer geritten[5][26]

## Erfolge
Olympische Sommerspiele

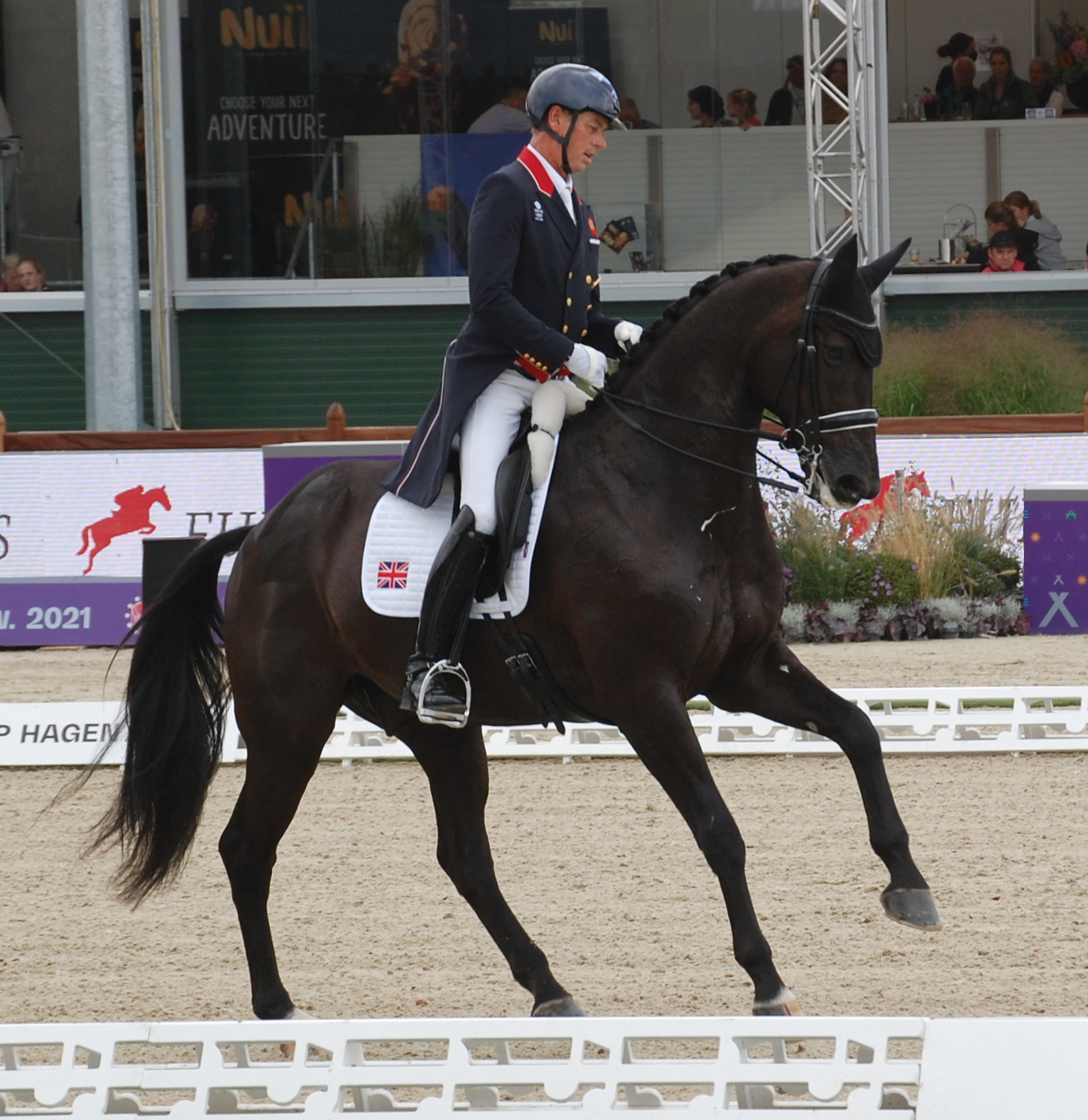
Carl Hester und En Vogue bei den Europameisterschaften 2021

- 1992, Barcelona: mit Giorgione 7. Platz mit der Mannschaft und 16. Platz in der Einzelwertung
- 2000, Sydney: mit Argentille Gullit 8. Platz mit der Mannschaft und 31. Platz in der Einzelwertung
- 2004, Athen: mit Escapado 7. Platz mit der Mannschaft und 13. Platz in der Einzelwertung
- 2012, London: mit Uthopia 1. Platz mit der Mannschaft und 5. Platz in der Einzelwertung
- 2016, Rio de Janeiro: mit Nip Tuck 2. Platz mit der Mannschaft und 7. Platz in der Einzelwertung
- 2020 (2021), Tokio: mit En Vogue 3. Platz mit der Mannschaft und 8. Platz in der Einzelwertung
- 2024, Paris: mit Fame 3. Platz mit der Mannschaft und 6. Platz in der Einzelwertung

Weltreiterspiele
- 1990, Stockholm: mit Rubelit 5. Platz mit der Mannschaft und 18. Platz in der Einzelwertung[27]
- 2010, Lexington KY: mit Liebling II 2. Platz mit der Mannschaft und 17. Platz in der Einzelwertung (Grand Prix Spécial)[28]
- 2014, Caen: mit Nip Tuck 2. Platz mit der Mannschaft, 12. Platz in der Einzelwertung (Grand Prix Spécial) und 12. Platz in der Einzelwertung (Grand Prix Kür)
- 2018, Tryon NC: mit Delicato 3. Platz mit der Mannschaft und 9. Platz in der Einzelwertung (Grand Prix Spécial)

Europameisterschaften (Ergebnisse ab 2001)
- 2005, Hagen a.T.W.: mit Escapado 5. Platz mit der Mannschaft und 6. Platz in der Einzelwertung[29]
- 2009, Windsor: mit Liebling II 2. Platz mit der Mannschaft, 10. Platz in der Einzelwertung (GP Spécial) und 10. Platz in der Einzelwertung (GP Kür)[30]
- 2011, Rotterdam: mit Uthopia 1. Platz mit der Mannschaft, 2. Platz in der Einzelwertung (GP Spécial) und 2. Platz in der Einzelwertung (GP Kür)
- 2013, Herning: mit Uthopia 3. Platz mit der Mannschaft, 6. Platz in der Einzelwertung (GP Spécial) und 6. Platz in der Einzelwertung (GP Kür)
- 2015, Aachen: mit Nip Tuck 2. Platz mit der Mannschaft, 5. Platz in der Einzelwertung (GP Spécial) und 8. Platz in der Einzelwertung (GP Kür)
- 2017, Göteborg: mit Nip Tuck 4. Platz mit der Mannschaft, 5. Platz in der Einzelwertung (GP Spécial) und 4. Platz in der Einzelwertung (GP Kür)
- 2019, Rotterdam: mit Delicato 4. Platz mit der Mannschaft, 9. Platz in der Einzelwertung (GP Spécial) und 14. Platz in der Einzelwertung (GP Kür)
- 2021, Hagen a.T.W.: mit En Vogue 2. Platz mit der Mannschaft, 6. Platz in der Einzelwertung (GP Spécial) und 13. Platz in der Einzelwertung (GP Kür)

Britische Meisterschaften (Ergebnisse ab 2002)
- 2002: 4. Platz mit Donnersong (71,3 %)[31]
- 2003, Warwickshire: 4. Platz mit Escapado (72,59 %) und 5. Platz mit Donnersong (67,88 %)[32]
- 2004, Warwickshire: 1. Platz mit Escapado (76,65 %)[33]
- 2009, Warwickshire: 1. Platz mit Liebling II (74,65 %)[34]
- 2012, Warwickshire: 1. Platz mit Uthopia[35]
- 2013, Warwickshire: 1. Platz mit Fine Time (76,65 %)[36]
- 2014, Warwickshire: 2. Platz mit Fine Time (74,53 %)[37]
- 2016, Warwickshire: 1. Platz mit Wanadoo (79,78 %)[38]
- 2017, Warwickshire: 1. Platz mit Alcazar (78,75 %)[39]
- 2019, Warwickshire: 1. Platz mit Nip Tuck (78,47 %)[9]
- 2020, Hartpury: 3. Platz mit En Vogue (Gesamtwertung: 163,600 %)[40]